# كريم كيلي
كريم كيلي (بالإنجليزية: Kareem Kelly)‏ هو لاعب كرة قدم أمريكية ولاعب كرة قدم كندية أمريكي، ولد في 1 أبريل 1981 في لوس أنجلوس في الولايات المتحدة.

## وصلات خارجية
- كريم كيلي على موقع الاتحاد الدولي لألعاب القوى (الإنجليزية)
- كريم كيلي على موقع JustSportsStats.com (الإنجليزية)